# Rödbrun härmtrast
Rödbrun härmtrast (Toxostoma rufum) är en tätting i familjen härmtrastar som förekommer i östra Nordamerika, känd för sin mycket rika sångrepertoar.

## Kännetecken

### Utseende
Rödbrun härmtrast är en medelstor härmtrast med en kroppslängd på 23,5 till 30 centimeter. Den är starkt rödbrun ovan med vita vingband och tunna mörka streck på dess beige undersida. Det vita bröstet är täckt av droppformade fläckar. Stjärten är lång, rödbrun och rundad med blekare hörn. Ögonen är lysande gula. Den bruna näbben är lång och nerböjd. Könen liknar varandra. Den västliga underarten (se nedan) är något mer kanelbrun ovan, har vitare vingband och mörkare fläckar. 

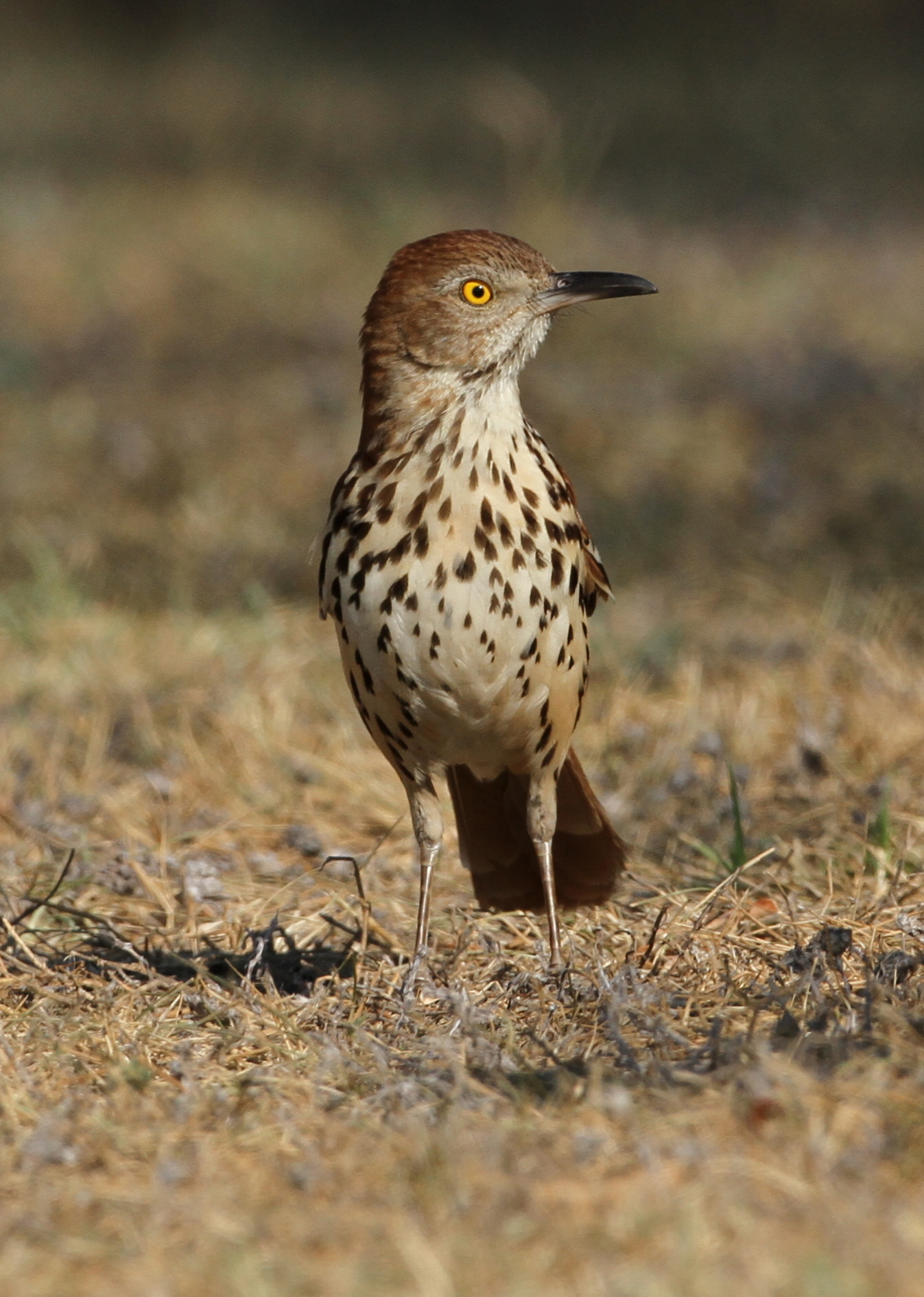
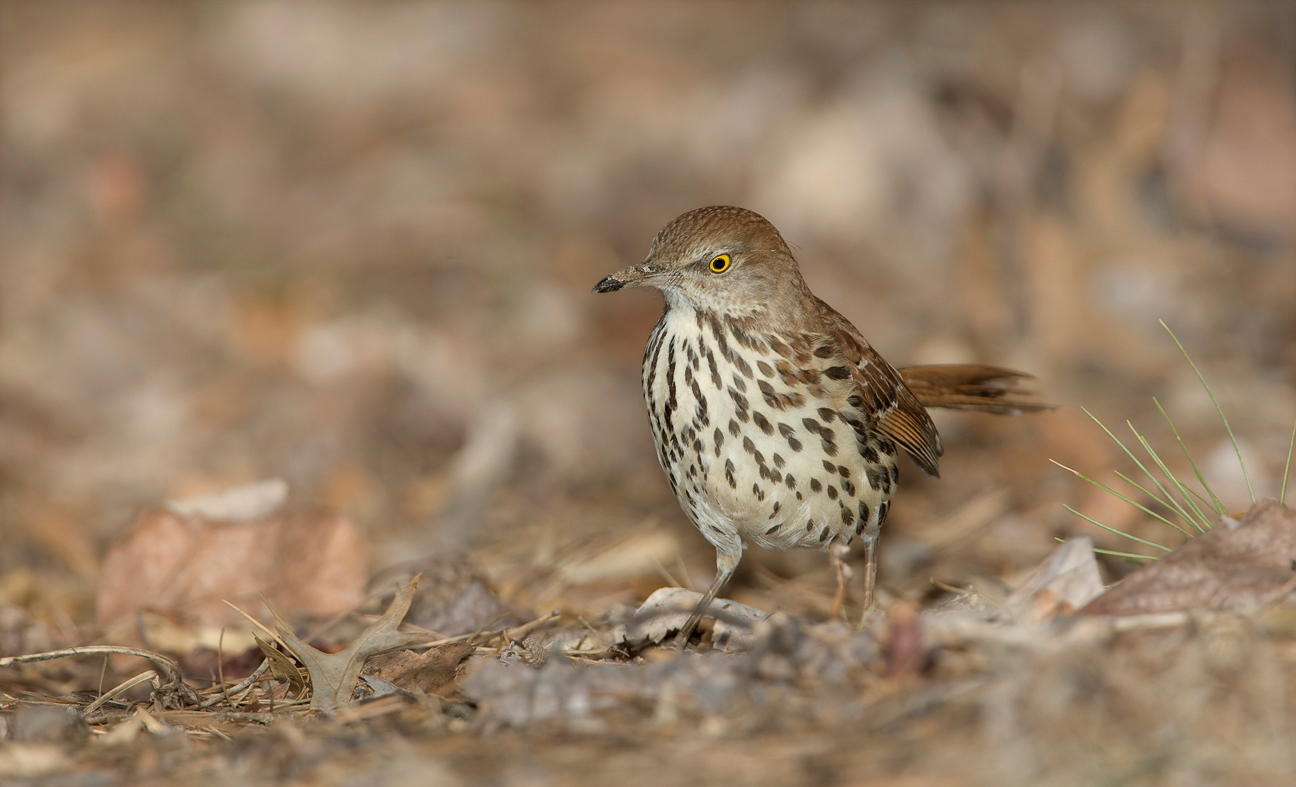
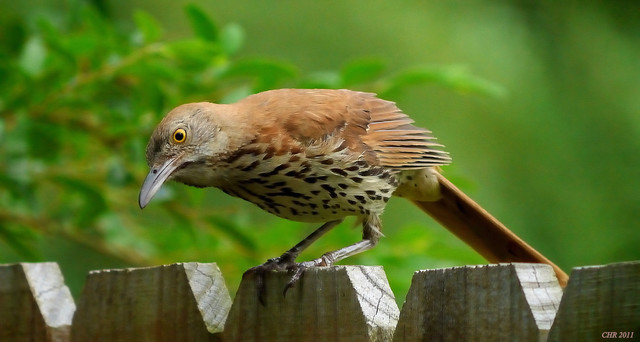

### Läte
|  |
|  |

Med över 1.100 varianter kan hanen rödbrun härmtrast kan ha den största sångrepertoaren av alla nordamerikanska fåglar. Sången består av olika fraser som upprepas upp till tre gånger, men som kan hålla på i flera minuter.

## Utbredning och systematik
Rödbrun härmtrast delas in i två underarter med följande utbredning:
- Toxostoma rufum rufum – förekommer från sydöstra Kanada till Gulfstaterna (främst öster om Klippiga bergen)
- Toxostoma rufum longicauda – förekommer från södra och centrala Kanada till östra Colorado och Kansas, övervintrar i sydöstra USA

En enda gång har arten påträffats i Europa, i Dorset, Storbritannien 5 februari 1967.
Dess närmaste släktingar är långnäbbad härmtrast och den möjligen utdöda cozumelhärmtrasten.

## Levnadssätt
Rödbrun härmtrast förekommer i olika typer av miljöer men föredrar skogskanter och täta buskage där den ofta söker efter föda bland torra löv på marken. 
Den förekommer också i jordbruksområden och stadsnära natur, men är mindre benägen att hålla sig nära bebyggelse än andra arter. Arten lever ett tillbakadraget liv och ses enstaka eller i par. Fågeln är en allätare som intar både insekter, maskar, sniglar och ibland ödlor och groddjur, men även nötter, bär och frön.

### Häckning

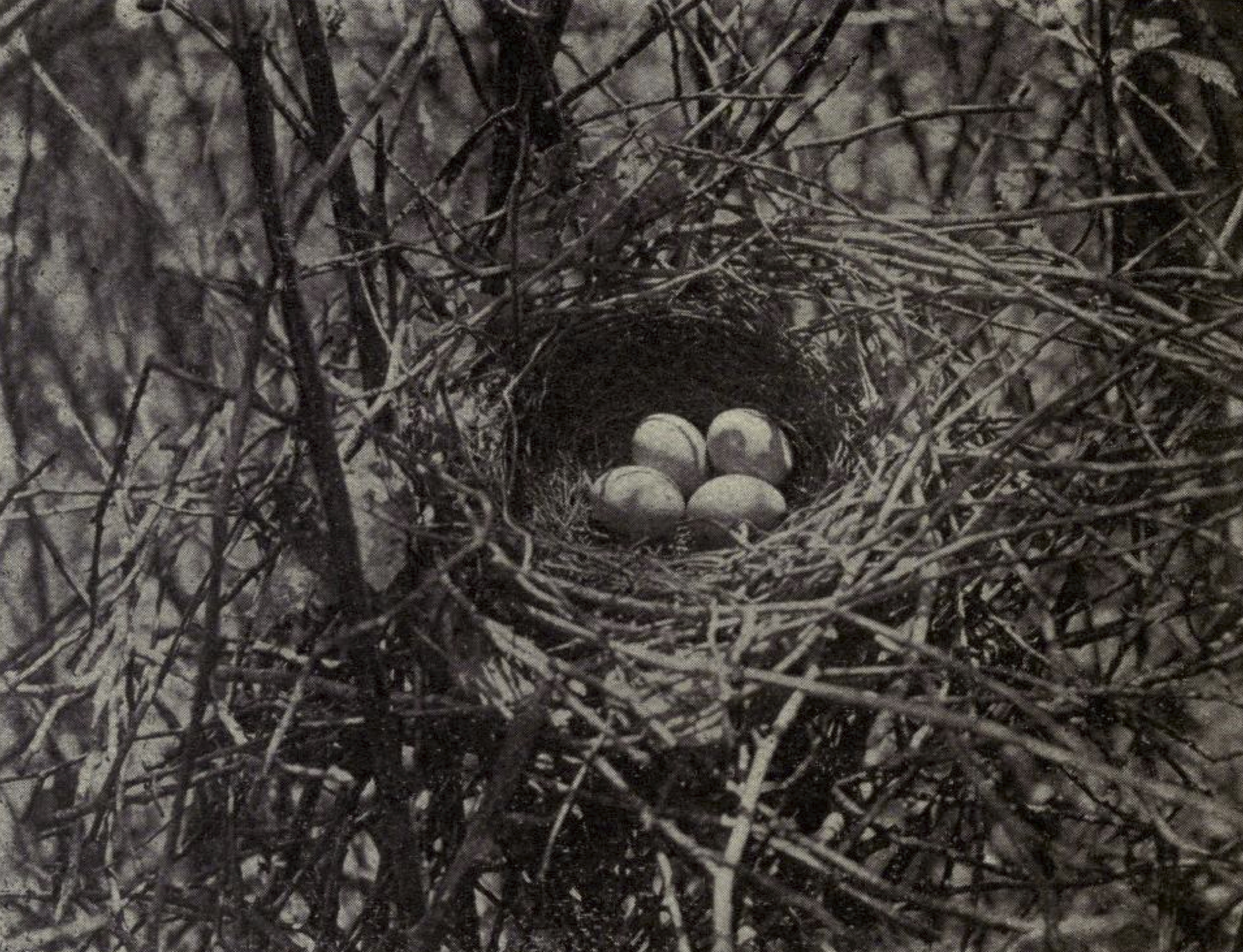
Bo med ägg

Rödbruna härmtrastar är vanligtvis monogama fåglar, men kan byta partner, till och med mitt under en och samma säsong. I sydöstra USA häckar från februari och mars, i norr i maj och juni. Hanen och honan bygger boet tillsammans i en tät buske eller lågt i ett träd, vanligtvis upp till drygt två meter ovan mark. De  parar sig efter det. Honan lägger tre till fem blå- eller grönaktiga rödbrunfläckade ägg som ruvas av båda könen i mellan elva och 14 dagar. De hjälps även åt med att mata ungarna som är flygga nio till 13 dagar efter kläckning. Rödbrun härmtrast lägger två, ibland tre kullar per år. Hanen försvarar aggressivt boet och är känd för att attackera andra djur och till och med människor.

## Status och hot
Det senaste århundradet har arten expanderat västerut när prärien beskogats. Arten minskar dock i antal i vissa områden på grund av habitatförlust. Mellan 1966 och 2015 har populationen minskat med så mycket som 41%. Den betraktas dock ändå inte som hotad. Internationella naturvårdsunionen IUCN kategoriserar därför arten som livskraftig (LC). Världspopulationen uppskattas till 4,9 miljoner häckande individer.
Även om det är sällsynt drabbas rödbrun härmtrast av boparasiten brunhuvad kostare. Den försvarar sig dock oftast genom att kasta ut kostarens ägg ur boet. Röd kardinal och grå kattfågel konkurrerar med rödbrun härmtrast om samma levnadsmiljö, varvid härmtrasten oftast körs iväg. Grå kattfågel har till och med setts invadera rödbrun härmtrasts bon för att förstöra äggen. I övrigt är artens största hot ormar, rovfåglar och katter.

## I kulturen
Rödbrun härmtrast är deltstaten Georgias officiella fågel. Den är även inspirationskälla för det före detta NHL-laget Atlanta Thrashers.